# Frédéric Moreau (archéologue)
Pour les articles homonymes, voir Frédéric Moreau et Moreau.
Frédéric Moreau, né le 1er juillet 1798 à Paris et mort le 21 octobre 1898 dans cette même ville, est un homme politique et archéologue français.

## Biographie
Thomas Frédéric Moreau est le fils de Martin Ferdinand Moreau (1769-1848), marchand de bois, et de Marguerite Hélène Cugnardey. Son frère  cadet Adolphe Ferdinand Moreau (ainé) (1800-1859) deviendra peintre, collectionneur d'art et avocat.
C'est vers 1825 que son père le fit entrer  comme associé dans son commerce de bois à œuvrer et dès 1831, son père le jugera digne d'occuper sa place à la tête de la "Communauté des marchands de bois à œuvrer". Il publia plusieurs ouvrages destinés à fixer les bases, et la jurisprudence du commerce à la tête duquel il était placé.
C'est en 1853, après vingt-deux ans d'exercice que Thomas Frédéric résigna ses fonctions, il fut alors nommé Syndic honoraire de la Communauté.
En même temps qu'il avait remplacé son père à la tête de la Communauté, Thomas Frédéric lui avait également succédé au Conseil d'Escompte de la Banque de France . Il avait, d'autre part, été élu en 1834, membre du Conseil Général de la Seine pour le 8ème arrondissement. Le Fait d'être conseiller général de la Seine conférait en même temps la qualité de Membre du Conseil municipal de Paris.
Après avoir cessé ses activités, Thomas Frédéric pensait certainement que sa carrière était close. pouvait-il soupçonner qu'il lui restait encore une longue période de quarante années d'activité à parcourir et qu'un carrière inattendue remplirait les vingt-cinq dernières années de son existence centenaire.
C'est d'abord sa propriété de Fère-en-Tardenois qui lui permit de satisfaire son besoin d'agir et de se dépenser. En 1865, Thomas Frédéric fut élu au Conseil général pour le canton de Fère-en-Tardenois. Il apporta, à l'accomplissement de son mandat, ses qualités d'administrateur. L'amélioration des voies de communications fut l'objet préféré de son zèle fertile en résultats. Mais, c'est en 1873, au cours d'un repas familial, qu'il annonça que les membres de la Sté Archéologique de Château-Thierry avait exploré récemment un dolmen dans les environs, qu'ils avaient trouvé quelques objets mais n'avaient pas formé le projet de revenir. Il proposa alors à sa famille d'aller, l'après-midi même, "glaner ce qu'ils ont laissé".
Dès cette première visite, Thomas Frédéric et sa famille rapportèrent quelques pièces intéressantes, ce fut le coup de foudre ! Dès ce jour, pendant plus de vingt années, l'équipe fouilleurs allait sous l'impulsion du presque octogénaire, et à ses frais explorer toutes les nécropoles gauloises, mérovingiennes, gallo-romaines et franques des environs. La collection des très nombreux objets trouvés fut baptisés du nom de CARANDA qui désigne le lieu où elle a pris naissance. Cette collection fut donnée, en accord avec ses petits-enfants, par testament, au Musée des Antiquités nationales de la France à St-Germain-en-Laye sous la condition qu'elle soit désignée sous le nom de 'Collection Caranda don de la famille Frédéric-Moreau".
Thomas Frédéric avait épousé en 1829 Françoise Félicité Eugénie Véron. Leur fils Frédéric Moreau (1832-1885) remplacera son père à la tête du commerce des bois à œuvrer et deviendra président du tribunal de commerce de Paris. Le 8 avril 1891, le Tribunal Civil avait autorisé sa famille à joindre par un trait d'union, le prénom de Frédéric et le nom de Moreau. Il y avait en effet longtemps que Thomas puis son fils Edouard avaient l'habitude de faire précéder leur nom de ce prénom.
Thomas Frédéric meurt en 1898, à son domicile parisien de la Rue de la Victoire, à l'âge de 100 ans. Il est inhumé le 24 octobre au cimetière du Père Lachaise.

## Publications
- Histoire du flottage en trains (1843) par Frédéric Moreau, syndic du Commerce des bois à œuvrer de Paris.
- Tarif pour la réduction des bois carrés par toise et demi toise à l'usage de Pars (1824) par Frédéric Moreau

## Distinction
- Chevalier de la Légion d'honneur[2] en 1837
- Officier de l'instruction publique